# オセアニア柔道連盟
オセアニア柔道連盟（おせあにあじゅうどうれんめい、英語: Oceania Judo Union、略称はOJU）はオセアニアの柔道を統括するIJFの下部組織。現在の会長は、ニュージーランドのクレア・ハーグレーブ。

## 沿革
- 1954年 - オセアニア柔道連盟が結成される。
- 1965年 - 第1回のオセアニア柔道選手権大会がニュージーランドのオークランドで開催される。
- 2009年 - オセアニアで初めてのワールドカップがサモアのアピアで開催される。

## 主催大会
- オセアニア柔道選手権大会

- オセアニア柔道ジュニア選手権大会

- 南太平洋柔道選手権大会

## 加盟国・地域
20の国と地域が加盟している。
※五十音順
| - オーストラリア - 北マリアナ諸島 - キリバス - グアム - クック諸島 | - サモア - ソロモン諸島 - トンガ - ナウル - ニウエ | - ニューカレドニア - ニュージーランド - ノーフォーク島 - バヌアツ - パプアニューギニア | - パラオ - フィジー - フランス領ポリネシア - アメリカ領サモア - マーシャル諸島 |